# Hands All Over (álbum)
Hands All Over es el tercer álbum de estudio de la banda americana Maroon 5. El álbum fue lanzado por A&M/Octone el 16 de septiembre de 2010. El primer sencillo, "Misery", fue lanzado mucho antes del lanzamiento del álbum, el 22 de junio de 2010.

## Información del álbum
Maroon 5 comenzaron a escribir las canciones de Hands All Over luego de terminar la gira mundial de It Won't Be Soon Before Long de 2007. Varios meses después, la banda recibió una llamada de Robert John "Mutt" Lange, quien había oído que la banda comezaría a grabar su nuevo disco, y les expresó su interés en producirlo. En un comunicado a través de su sitio web oficial su álbum es descrito como "un híbrido asesino de rock, pop, funk y R&B."
En una entrevista con Rolling Stone, la banda reveló que habían pasado dos meses componiendo y grabando su tercer álbum con el productor Robert John "Mutt" Lange en su estudio en Lago Lemán, Suiza. El cantante y líder de Maroon 5, Adam Levine, habló acerca de la experiencia de trabajar con Lange: "Él ha trabajado más que ninguno," [...] "Me gustaría ir al final de una canción, y él dijo, 'Éste es un bueno comienzo. Ahora pon de fondo la batería y vuelve a comenzar.' La cosa más cool acerca de él es que no sólo ha sido un gran, legendario productor, sino que también es un serio escritor."
Rolling Stone ha dicho que el resultado del disco es la brillantez musical de la banda y más aún, que ofrece una mezcla de Lange con ganchos pegadizos y ritmos punzantes. Levine también dijo acerca del álbum: "Nuestro primer disco fue una reflexión de mi gusto por Stevie Wonder. Con el segundo me mantengo entre Prince y The Police. Pero para éste disco, no tengo a nadie en mente. Es sólo buen pop."
La carátula del álbum fue revelada el 1 de julio de 2010. La foto de la carátula del álbum fue tomada por Rosie Hardy, una fotógrafa de 19 años, que también es la modelo de la foto. Fue la misma Hardy quien se tomó la foto y lo hizo en menos de 1 hora en su propia habitación en Reino Unido.

## Sencillos
- El primer sencillo del álbum fue "Misery". Lanzado el 22 de junio de 2010. El vídeo musical fue dirigido por Joseph Kahn.[16] La canción alcanzó el puesto nº14 de los Billboard Hot 100.

- El segundo sencillo es "Give a Little More", y fue lanzado el 17 de agosto de 2010. El vídeo musical fue dirigido por Paul Hunter.[13]

- El tercer sencillo oficial de la banda "Never Gonna Leave This Bed", fue lanzado el 12 de febrero de 2011 en las Estaciones de radio para adultos y el 17 de mayo de 2011 en las radios comunes.[17] El video fue grabado el 12 de enero de 2011.[18] El estreno del vídeo fue el 4 de febrero de 2011.[19] La banda presentó la canción en Tonight Show with Jay Leno el 17 de enero de 2011.[20] Cuando la estrenaron en la radio Hot adult contemporary, se convirtió en el tema más pedido de la semana.[21][22] La canción debutó en el nº35 de la lista Billboard's Hot Adult Pop Songs y en el 55 de la lista Billboard Hot 100.[23]

- El cuarto sencillo oficial es "Moves like Jagger" junto a Christina Aguilera que fue lanzado el 21 de junio de 2011 y fue el primer sencillo del relanzamiento del álbum, la canción debutó en el n.º 8 de los Hot 100, el primer Top 10 de Maroon 5 y Aguilera, desde "Makes Me Wonder" y "Keeps Gettin' Better".[24]

### Otras canciones
- Se lanzó un vídeo musical para la canción "Hands All Over", en diciembre de 2010. Este vídeo musical, dirigido por Don Tyler, fue estrenado el 22 de diciembre de 2009, muestra unas animaciones estilizadas de los miembros de la banda y a una coqueta mujer desnuda.[25]

- Un vídeo musical para la canción "Runaway" fue lanzado el 4 de abril de 2011 y en lugar de mostrar a los cinco miembros de la banda, se centra en un surfista que disfruta de la ola y se encuentra la soledad en el mar.[26] La canción no ha sido lanzada, hasta el momento, como sencillo.

- Un vídeo musical para "Out of Goodbyes" fue lanzado el 16 de mayo de 2011. Cuenta con la participación de Dwight Yoakam y la modelo/actriz Diora Baird. Éste muestra a una mujer limpiando las heridas de bala que tiene un hombre, una vez que ya ha retirado la bala que tiene en el pecho, se levanta para irse, pero agarra su revólver y le dispara.[27]

- Stutter alcanzó el nº84 en el Billboard Hot 100, debido a la gran cantidad de descargas digitales, cuando el álbum fue lanzado.[28][29]

## Lista de canciones
Edición Estándar
Todas las canciones fueron escritas por Adam Levine, toda la música fue compuesta por Maroon 5, exceptuando las que están indicadas.

| N.º | Título                                                                        | Duración |  |
| 1.  | «Misery» (Adam Levine, Jesse Carmichael, Sam Farrar)                          | 3:36     |  |
| 2.  | «Give a Little More» (Adam Levine, Jesse Carmichael, James Valentine)         | 3:00     |  |
| 3.  | «Stutter»                                                                     | 3:16     |  |
| 4.  | «Don't Know Nothing»                                                          | 3:19     |  |
| 5.  | «Never Gonna Leave This Bed» (Adam Levine, Anne Vyalitsyna, Jesse Carmichael) | 3:16     |  |
| 6.  | «I Can't Lie»                                                                 | 3:31     |  |
| 7.  | «Hands All Over»                                                              | 3:12     |  |
| 8.  | «How»                                                                         | 3:36     |  |
| 9.  | «Get Back in My Life»                                                         | 3:37     |  |
| 10. | «Just a Feeling»                                                              | 3:46     |  |
| 11. | «Runaway»                                                                     | 3:01     |  |
| 12. | «Out of Goodbyes» (Con Lady Antebellum)                                       | 3:16     |  |

iTunes & Deluxe Edition bonus tracks
1. "Last Chance"
2. "No Curtain Call" (Rodney "Darkchild" Jerkins, Adam Levine, Jesse Carmichael, Michael Madden, James Valentine, Sam Farrar)[32]
3. "Never Gonna Leave This Bed" (Versión acústica)
4. "Misery" (Versión acústica)
5. "If I Ain't Got You" (En Vivo)
6. "The Air That I Breathe" (Lanzada en iTunes)
7. "Last Chance" (En Vivo) (iTunes pre-order only)

Bonus track Japón
1. "Crazy Little Thing Called Love" (Versión acústica)
2. "Wake Up Call" (En vivo)